# أحمد الصالحين الهوني
أحمد الصالحين الهوني (1930 - 18 أبريل 2006) صحفي ووزير إعلام ليبي أسبق، ومؤسس أول صحيفة عربية يومية في أوروبا، وهي صحيفة العرب الدولية الصادرة في العاصمة البريطانية لندن في يوليو 1977. توفي في تونس في 18 أبريل 2006 ودفن في طرابلس، ليبيا.
شغل منصب وزير إعلام في آخر حكومتين في العهد الملكي في ليبيا (حكومتي عبد الحميد البكوش، وونيس القذافي). ارتبط بصداقة مع غالبية الزعماء العرب، عمل في هذه الصحيفة منذ تأسيسها عشرات الصحفيين المحترفين الذين بعد مغادرتهم الصحيفة صار لهم دور بارز في الجرائد التي صدرت لاحقا للصحيفة اللندنية.
وفي 25 مايو 2008 تم الإعلان عن جائزة أحمد الصالحين الهوني أو جائزة الهوني للإعلام المكتوب، وأتى الإعلان في العاصمة اليمنية صنعاء،